# 大特尔诺沃
大特尔诺沃是保加利亚中北部的一座城市，大特尔诺沃州首府，2007年人口约10万。该城位于扬特拉河畔，曾作为保加利亚第二帝国的首都，今天其独特的建筑吸引大量的游客。

## 历史
大特尔诺沃是保加利亚最早的人类聚居地之一，公元前3000年左右起有人类足迹。
公元12至14世纪，大特尔诺沃迅速发展成保加利亚最坚强的要塞，是帝国最重要的政治、经济、文化和宗教中心。14世纪当拜占庭帝国开始衰落，特尔诺沃以其在巴尔干半岛和斯拉夫世界显著的文化影响自居为第三罗马。
此后200年，该城继续发展。1393年，大特尔诺沃经过3个月的围攻后被奥斯曼帝国占领，保加利亚的城镇、乡村、修道院和教堂很多都付诸一炬。1598年和1686年在大特尔诺沃（中时纪时被称为特尔诺夫格勒，Търновград）曾两度暴发反对奥斯曼帝国的起义，但都以失败告终。

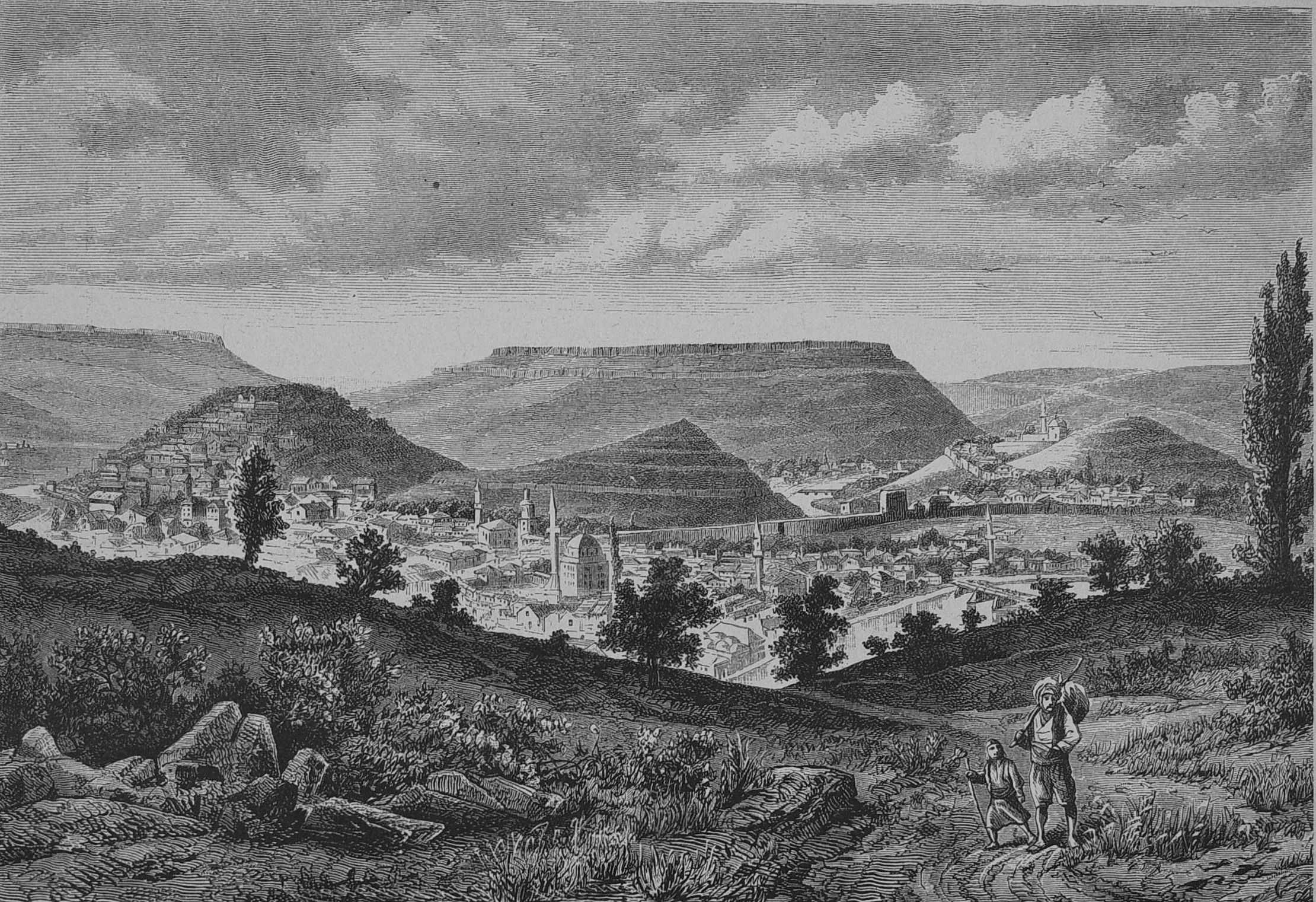

特尔诺夫格勒连同今天保加利亚的其他地区一直受奥斯曼帝国统治至19世纪，当时民族和文化的认同感在他们之中形成了一股正在强化的抵抗势力。1875和1876年该城两度发生起义，要求建立独立的保加利亚教会。1876年4月23日发生的四月起义标志着土耳其统治的结束，1877年至1878年的俄土战争在不久后暴发。

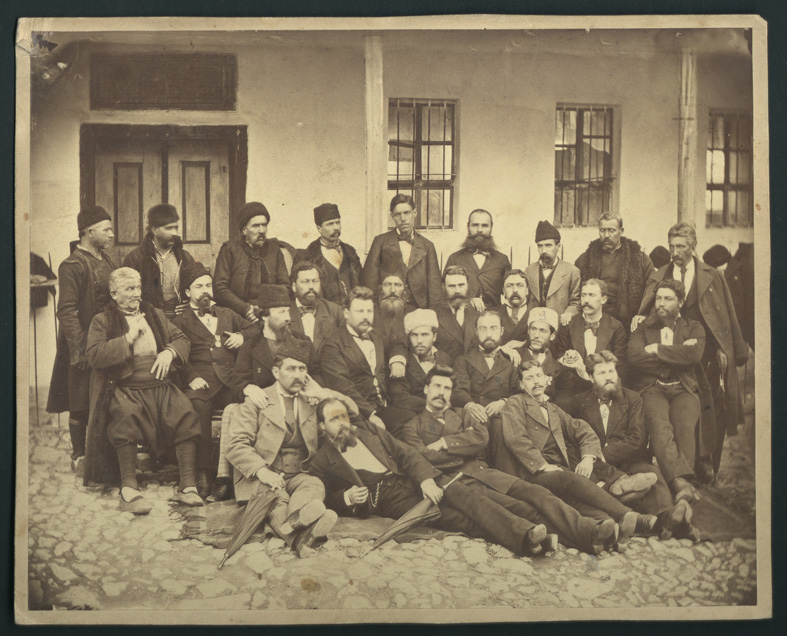

1877年7月7日，俄国将军约瑟夫·弗拉基米罗维奇·古尔科解放大特尔诺沃，正式结束奥斯曼帝国长达480年的统治。1878年《柏林条约》签订，保加利亚大公国在多瑙河和老山山脉之间建立，其首都即为大特尔诺沃。

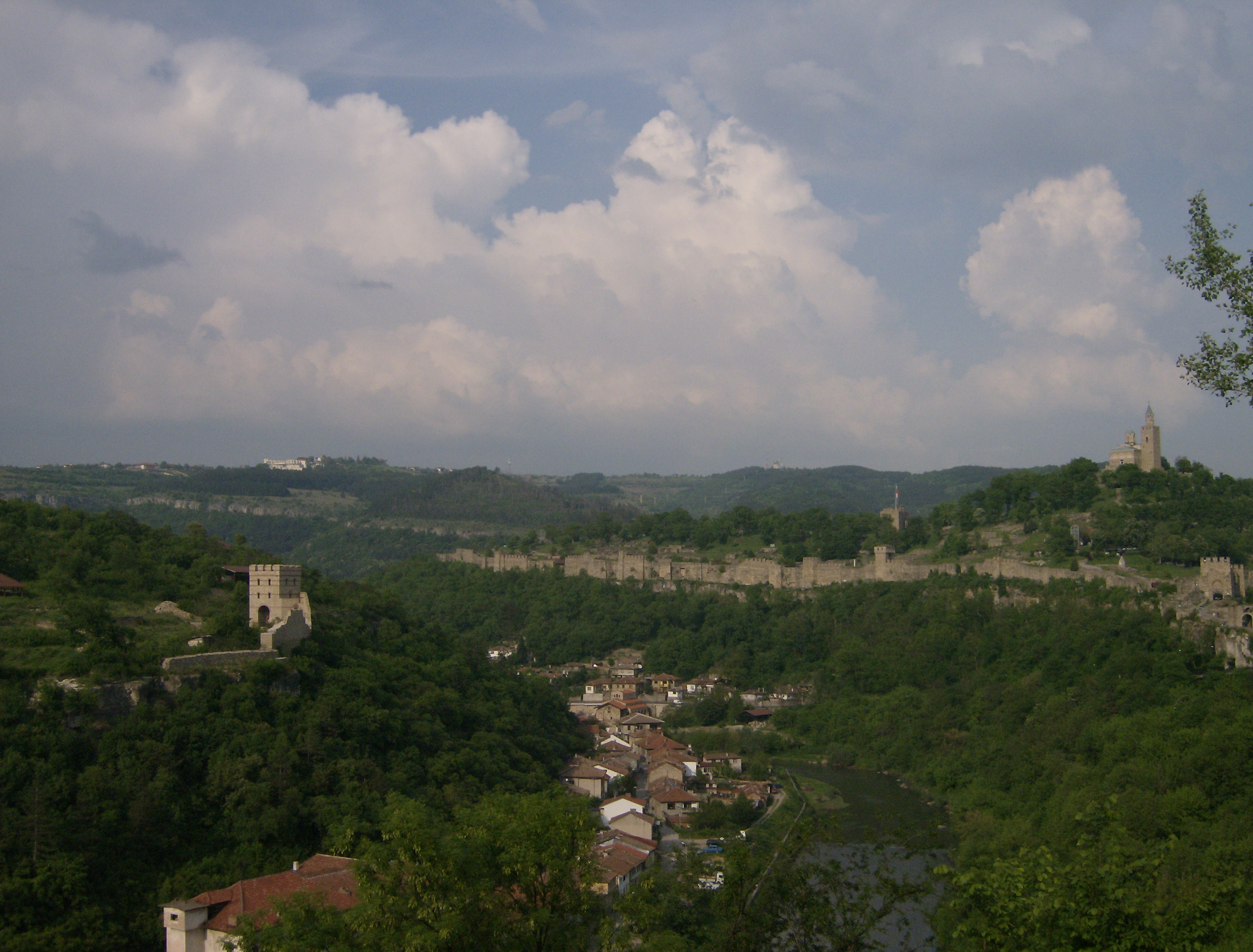

1879年4月17日，在大特尔诺沃召开的第一届国民议会通国了该国首部宪法，决定把国会迁到索非亚，索非亚至今仍是保加利亚的首都。1908年10月5日，斐迪南一世在大特尔诺沃宣布保加利亚完全独立。

## 畫廊

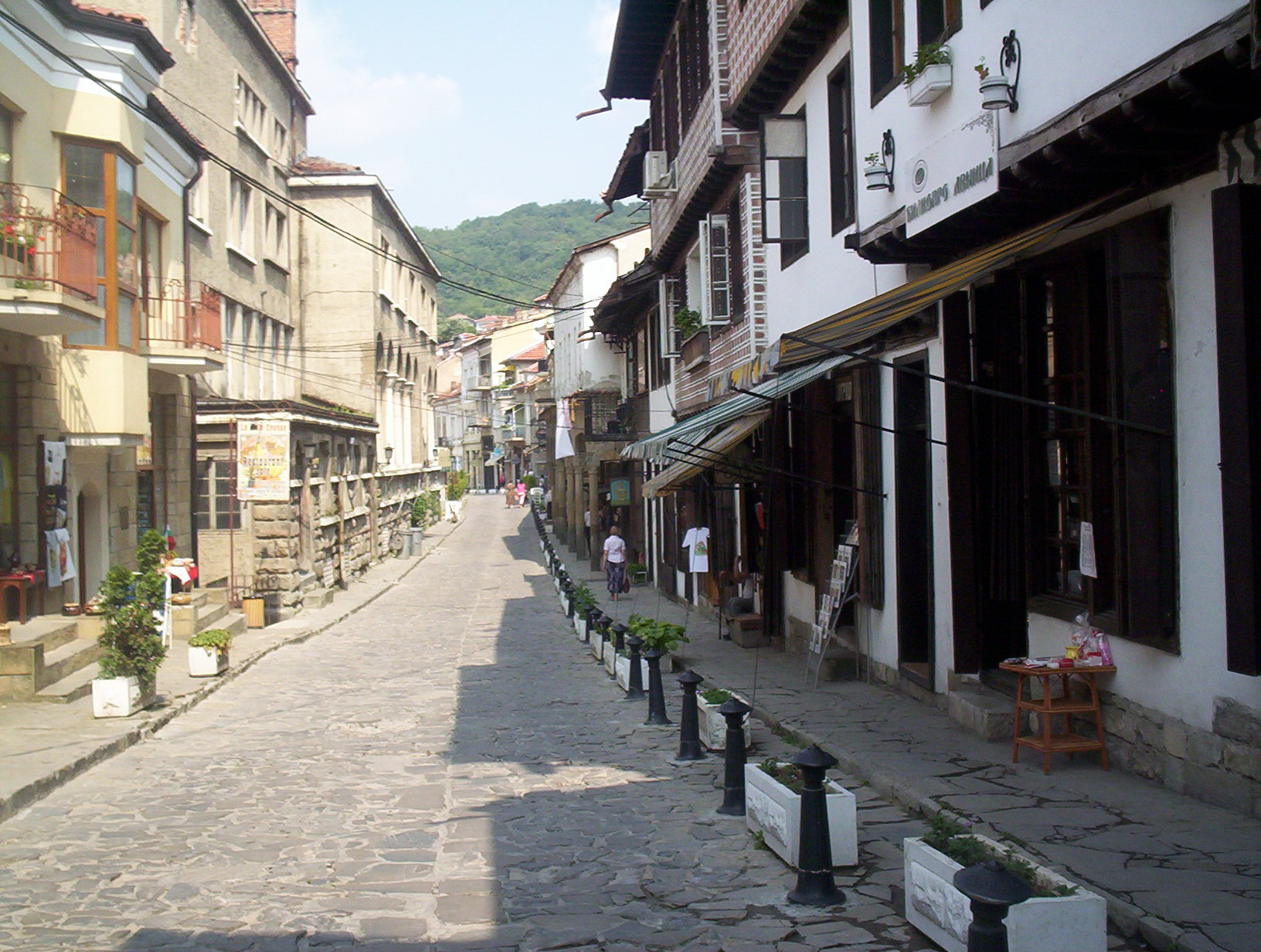
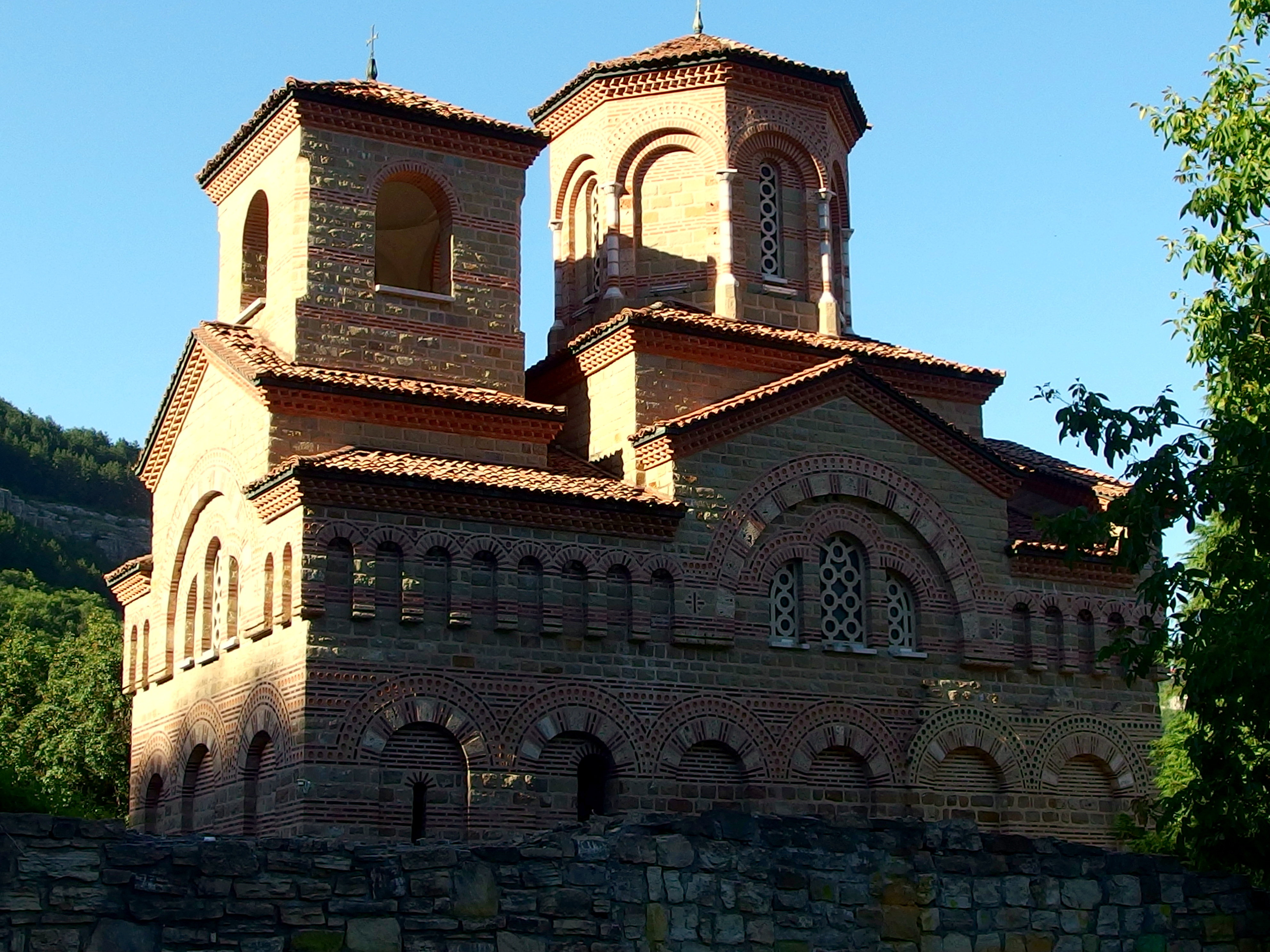
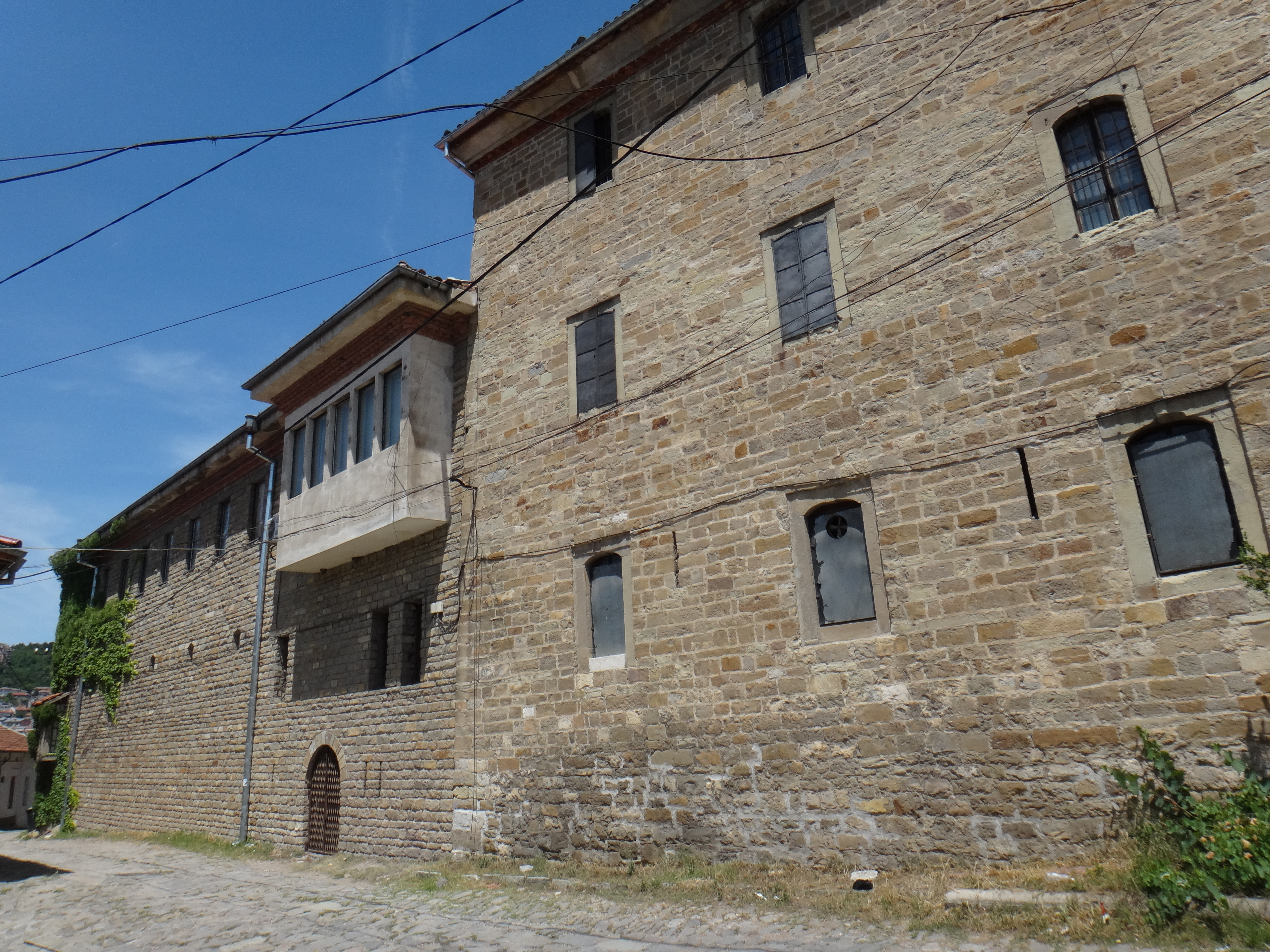
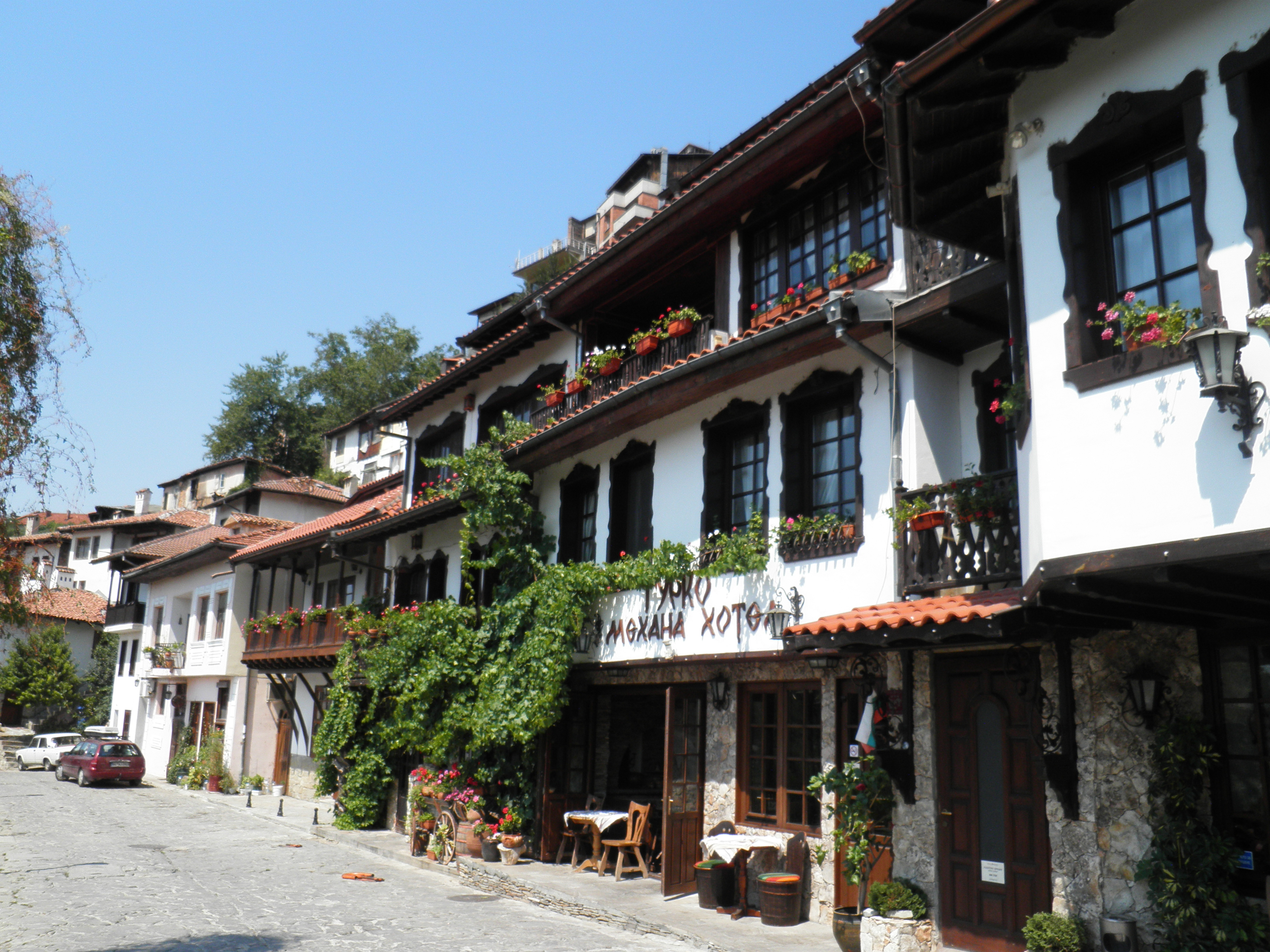
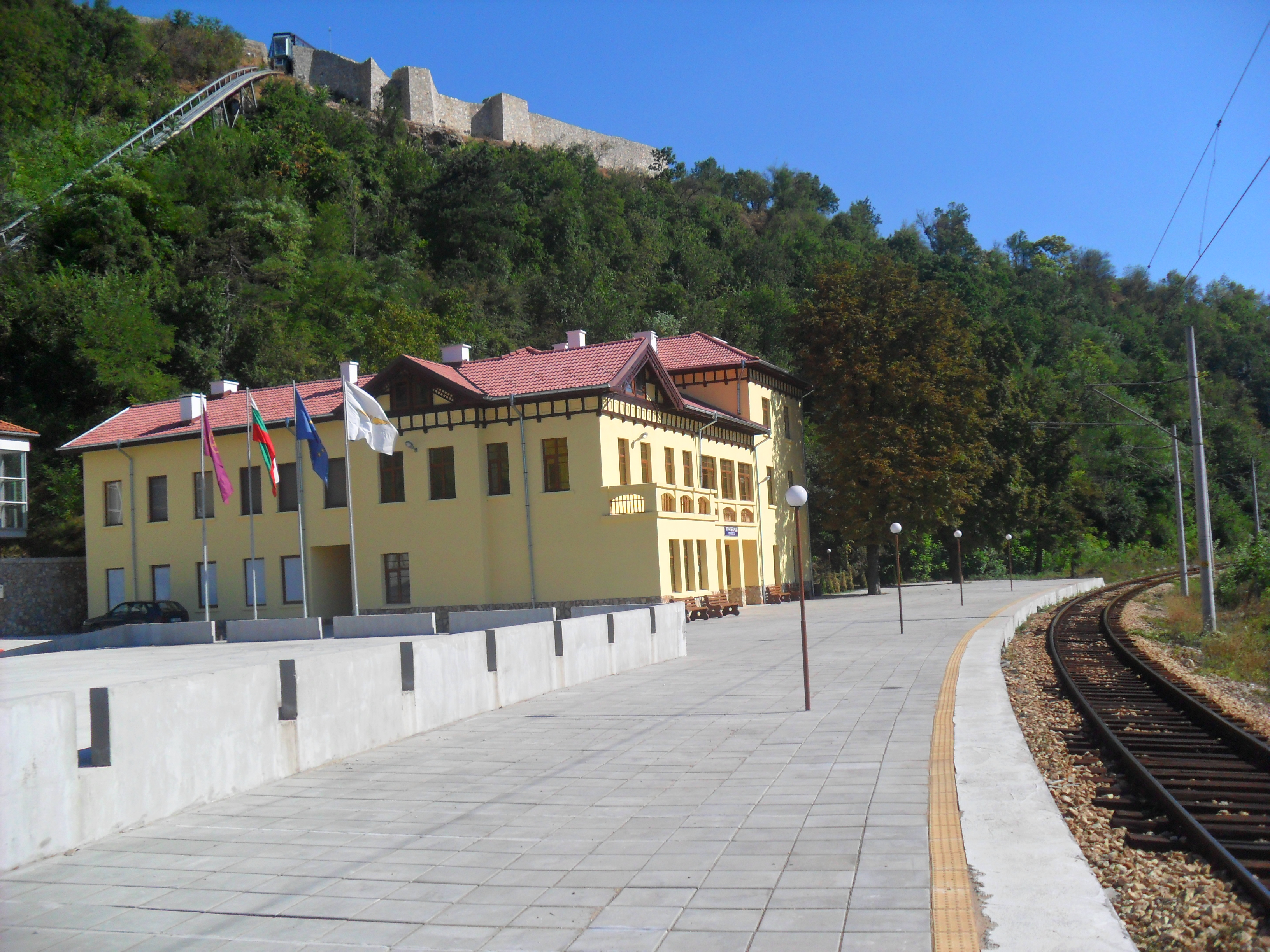
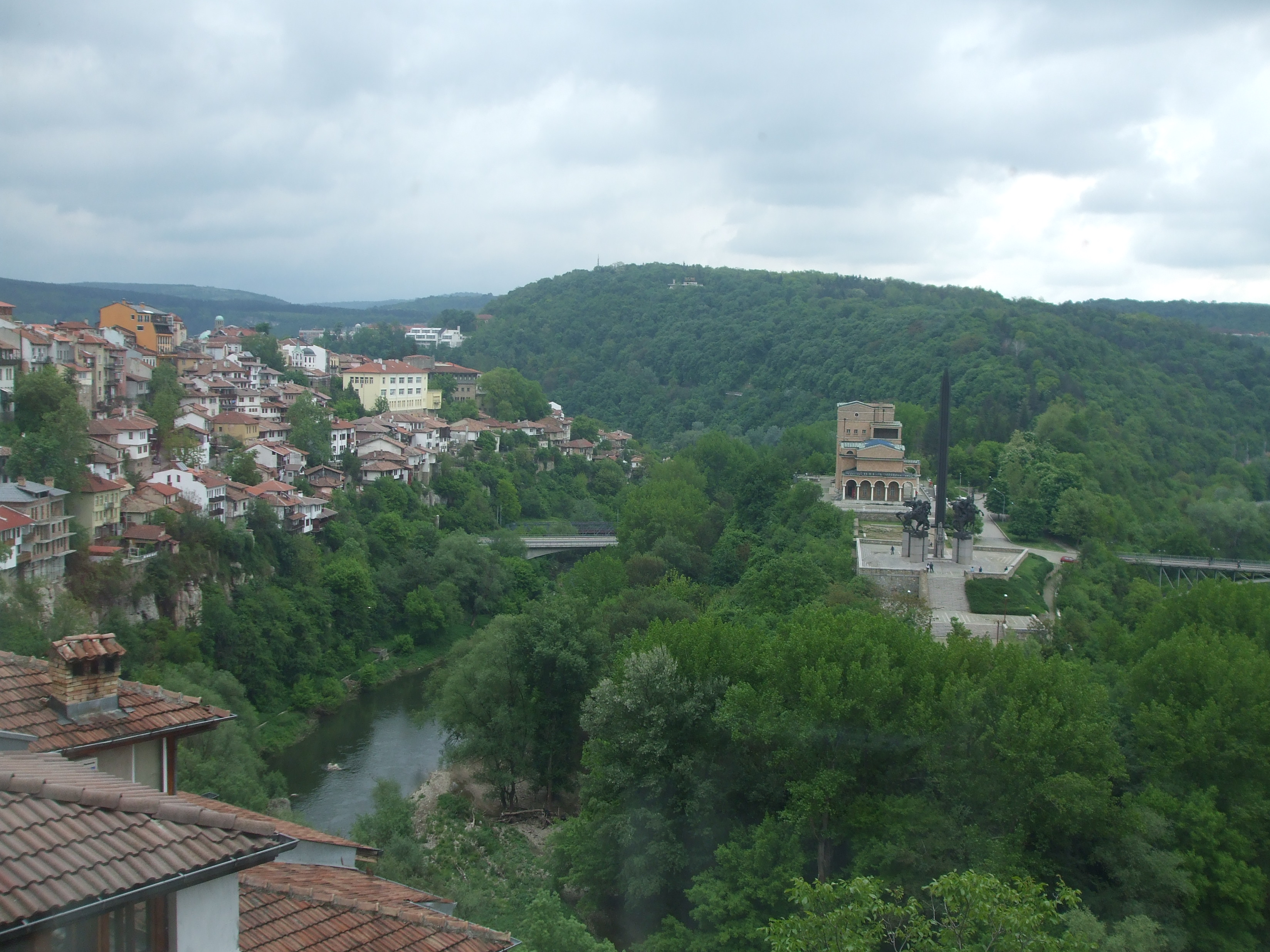
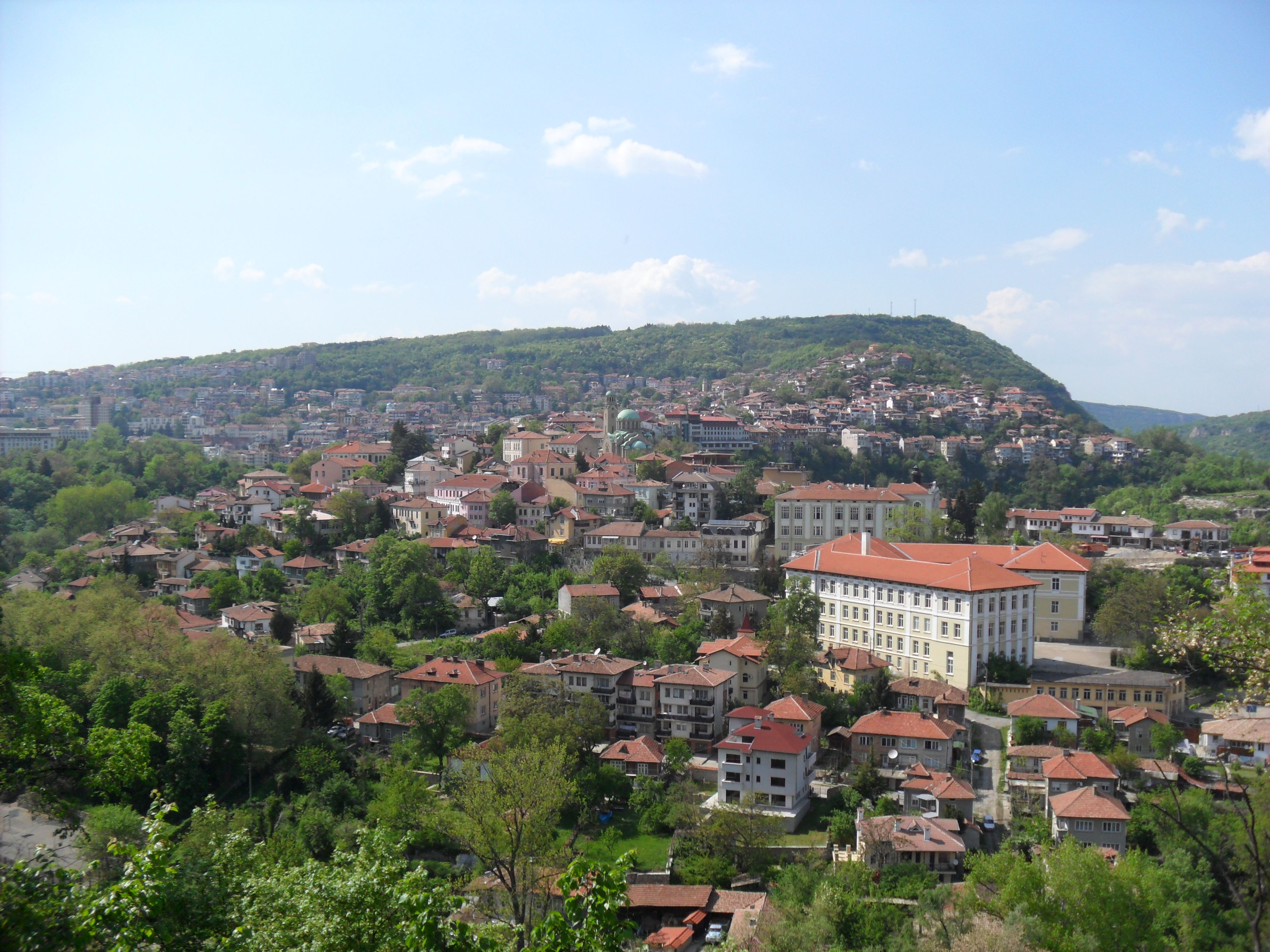
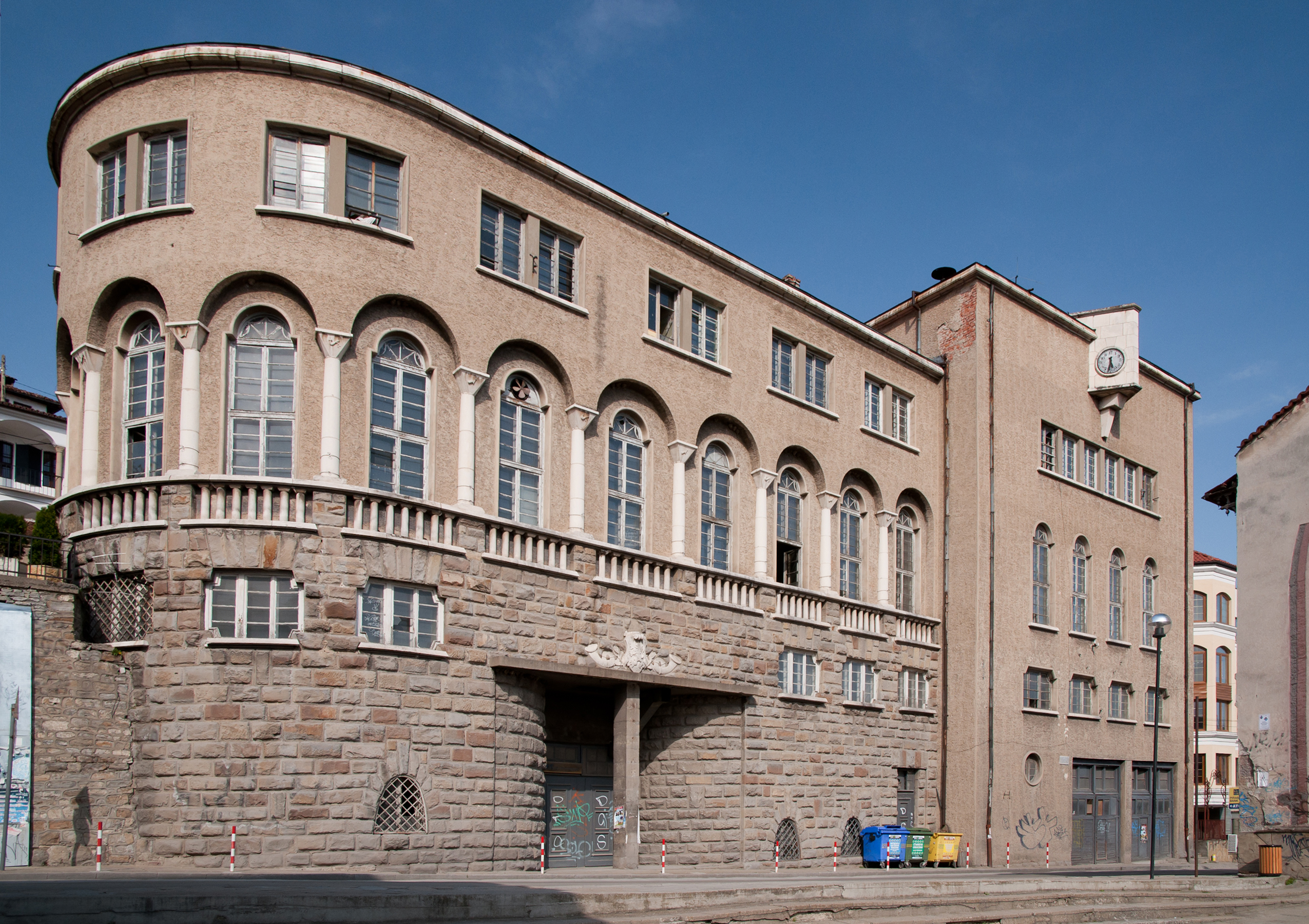

## 友好城市
大特尔诺沃有以下友好城市：
- 法國 巴约讷
- 法國 舒瓦西勒鲁瓦
- 波兰克拉科夫
- 塞尔维亚尼什
- 北马其顿奥赫里德
- 希腊塞雷斯
- 匈牙利索普朗
- 西班牙托莱多
- 俄罗斯特维尔
- 委内瑞拉托瓦尔移民镇
- 马耳他塔爾欣
- 中华人民共和国西安市